# Uba Budo Praia
Uba Budo Praia est une localité de Sao Tomé-et-Principe située à l'est de l'île de Sao Tomé, dans le district de Cantagalo. C'est une ancienne roça.

## Roça
Uba Budo Praia était une dépendance côtière de la roça Uba Budo, dont elle constituait le débouché maritime pour l'importation et l'exportation, mais elle produisait elle-même notamment du cacao, de l'huile de palme et du coprah. 

Actuellement elle fonctionne comme une entreprise agricole privée tournée vers le cacao, sans lien avec son ancien siège social, la roça Uba-Budo.
Photographies et croquis réalisés en 2011 à Uba Budo Praia mettent en évidence la disposition des bâtiments, leurs dimensions et leur état à cette date.